# Yitzak Tshuva

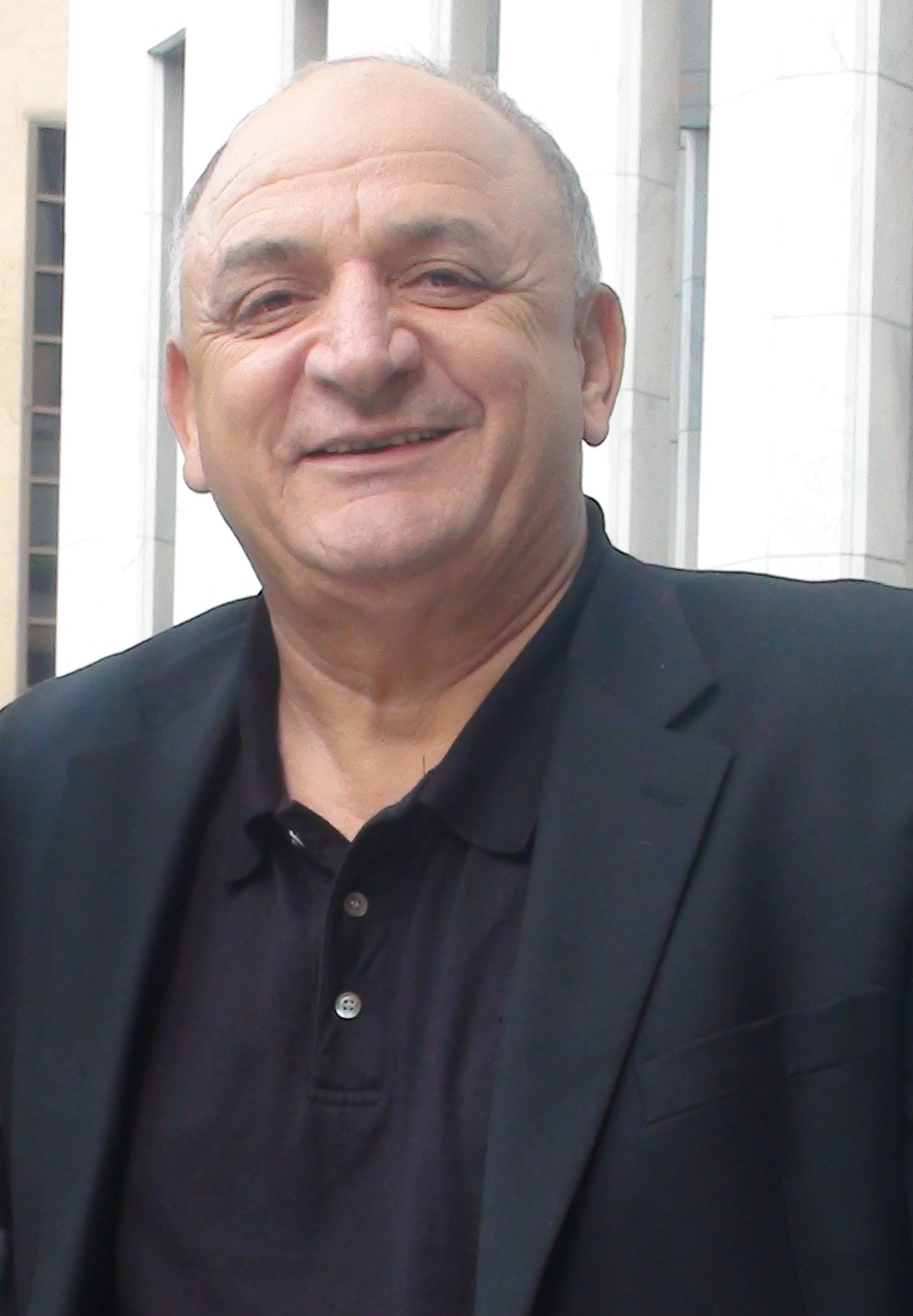
Yitzhak Tshuva (2010)

Yitzak "Isaac" Tshuva (* 1953 in Tripoli) ist ein in Netanja lebender  israelischer Unternehmer, der vor allem in der Immobilienbranche tätig ist. Unter anderem gehört ihm das Manhattan’s Plaza Hotel. 1998 gelang ihm die feindliche Übernahme von Delek, dem zweitgrößten israelischen Öl- und Gasunternehmen, zu dem ca. 200 israelische Tankstellen gehören.

## Unternehmen
1992 gründete Tshuva die El Ad US Holding, Inc. als Teil der Tshuva Group of Companies. Ein großes Projekt war der Verkauf des Buckingham Gate, ein Bürogebäude in unmittelbarer Nähe zum Buckingham Palace in London, für 280 Millionen $ im Jahr 2013.

## Privates
Mit einem Privatvermögen von 3 Milliarden US-Dollar (2010) zählt er zu den reichsten Israelis. Auf der Forbes-Liste der reichsten Menschen der Welt liegt er auf Platz 481.
Tshuva ist verheiratet und hat fünf Kinder.